# Juancho E. Yrausquin Airport

i7
i11
i13
Der Juancho E. Yrausquin Airport (IATA-Code: SAB, ICAO-Code: TNCS) ist der einzige Flughafen auf Saba, einer der drei niederländischen BES-Inseln in der Karibik. Er gilt aufgrund einer der weltweit kürzesten kommerziell genutzten Landebahnen als einer der anspruchsvollsten Flughäfen.

## Geschichte
Die Insel Saba galt mit ihrem bergigen Profil ohne größere ebene Flächen als ungeeignet für die Anlage eines Flughafens. Am 9. Februar 1959 wagte der Flugpionier und spätere Bürgermeister von St. Barth, Rémy de Haenen (1916–2008), auf einer provisorischen Piste am Flat Point eine spektakuläre Landung und bewies damit die prinzipielle Möglichkeit, die Insel mit einem Flugzeug anzufliegen. Daraufhin wurde Anfang der 1960er Jahre an eben jenem Flat Point mit dem Bau eines Flughafens begonnen, der am 18. September 1963 eröffnet wurde. Der Flughafen wurde nach Juan („Juancho“) Enrique Irausquin benannt, einem ehemaligen Minister für Finanzen und Soziales der Niederländischen Antillen, der sich maßgeblich für den Bau eingesetzt hatte.

## Infrastruktur
Weil die zur Landung zugelassene Bahnlänge mit rund 350 Metern sehr kurz ist, können Jets auf dem Flugplatz nicht landen, er kann nur von STOL-Flugzeugen angeflogen werden. Der Flughafen hat ein kleines Vorfeld und einen Terminal auf der südlichen Seite. Auf dem Vorfeld gibt es einen Hubschrauberlandeplatz. Im Terminal ist ein Büro von Winair, das Büro für Einwanderung und Sicherheit, eine Feuerwehr mit einem Fahrzeug und ein Tower. Der Tower ist nur eine Beratungsstelle und leistet keine Flugsicherung. Des Weiteren gibt es keinen Flugtreibstoff auf der Insel Saba.
Die Aufgaben der Flughafensicherheit werden nicht von der Polizei und auch nicht von der von Gesetz wegen zuständigen Koninklijke Marechaussee übernommen, sondern von Angehörigen der Inselverwaltung.
Im März 2017 erhielt die örtliche Feuerwehr erstmals ein modernes Löschfahrzeug für den Flughafen.

## Fluggesellschaften und Flugziele

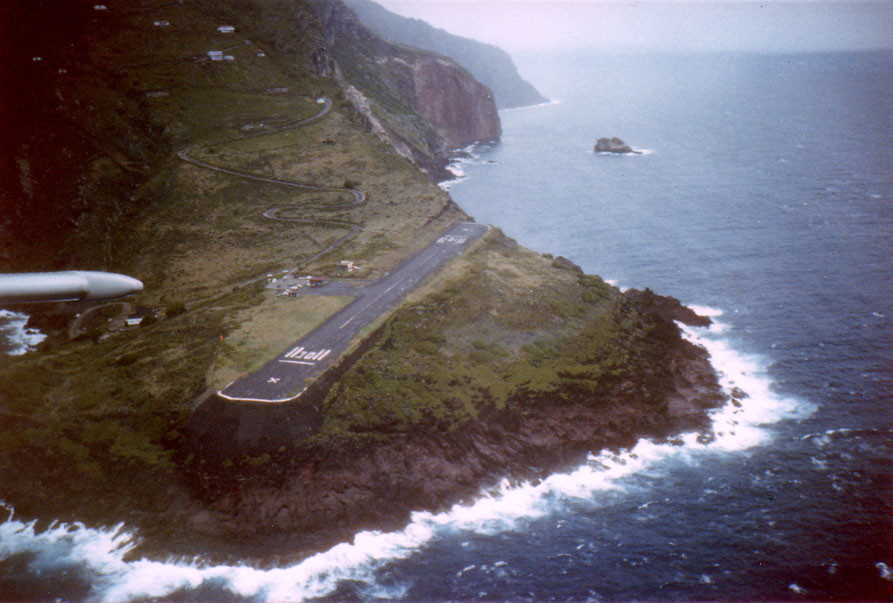
Die Landebahn des Flughafens Juancho E. Yrausquin

Die einzige Fluggesellschaft, die den Flughafen im Linienverkehr anfliegt, ist Winair, die täglich mehrere Direktflüge von ihrem Heimatflughafen Princess Juliana International Airport auf Sint Maarten nach Saba mit einer DHC-6 Twin Otter durchführt. Der Flug dauert etwa 15 Minuten.
Die Fluggesellschaft Windward Express Airways bietet Charterflüge mit zwei Britten Norman Islanders und einer Piper Aztec an. Startpunkt ist ebenfalls der Princess Juliana International Airport.
Trotz aller Beschränkungen finden auf dem Flughafen jährlich mehr als 2500 Flugbewegungen statt, bei denen über 20.000 Passagiere befördert werden.

## Besonderheiten
Der Flughafen gilt aufgrund seiner ungünstigen geographischen Lage und der extrem kurzen Runway als einer der anspruchsvollsten Flughäfen der Welt, obwohl bisher kein einziger Unfall geschehen ist. Der Flughafen darf nur mit einer Sondergenehmigung der niederländischen Luftfahrtbehörde angeflogen werden.
Zur südlichen Seite geht es steil den Berg hinauf, zur nördlichen Seite und an den beiden Enden der Landebahn fallen Klippen fast senkrecht zum Meer hin ab. Daher besteht keine Möglichkeit, im Notfall das Flugzeug über das Ende der Landebahn hinaus ausrollen zu lassen. Das Flugzeug würde, ähnlich wie bei einem Flugzeugträger, ins Meer stürzen.